# 小行星9862
小行星9862（英語：9862）是一颗围绕太阳公转的小行星。1991年9月13日，亨利·E·霍爾特在帕洛马山发现了此天体。
这颗小行星的绝对星等为235.53078等。